# ダハナ砂漠
ダハナ砂漠︎︎（ダハナさばく、アラビア語:صحراء الدهناء sahra' aldahna、ダフナー砂漠とも）とは、アラビア砂漠の中央部に位置する砂漠。小ネフドとも呼ばれ、北部のネフド砂漠と南部のルブアルハリ砂漠とを結ぶ、砂地の回廊である。

## 地理

### 地形
ダハナ砂漠自体は弓形をしており、その両端にはネフド砂漠とルブアルハリ砂漠が位置している。砂丘のほとんどに酸化鉄が含まれるため、壮大な赤い砂地が静脈のように水平に広がっている。標高は300~600mほどで、一部には巨大な星型の砂丘があり、高さが100mにも及ぶ。面積は45,000 km2で、これはサウジアラビアの有する砂丘の内の7％になる。

### 位置関係
リヤドの東部80kmのダンマーム高速道路沿いに位置し、リヤドの北部200km地点に位置する。